# Agrypon longipropodeum
Agrypon longipropodeum là một loài tò vò trong họ Ichneumonidae.